# Strandlummer
Strandlummer, Lycopodiella inundata (L.) Holub  är en lummerväxt.

## Beskrivning
Strandlummer är krypande med 5 – 12 centimeter långa markskott, och upprätta 2-5 centimeter höga fertila (sporbildande) skott.
Den har fertila skott i juli till oktober och har mjuka och ljusgröna skott, men behåller de rödbruna eller grönbruna äldre, liggande årsskotten. Strandlummern är lite lik mossa och markskotten är väl fästa i marken. Bladen är uppåtböjda och sitter tätt. De fertila skotten har tätsittande sporhus, knappt en millimeter stora, i bladhörnen.
Det unga, upprätta skottet vissnar när vintern kommer, men det växer ut igen från yngelknoppar i änden av det föregående årets nu liggande brunaktiga skott.
Strandlummer trivs på mager, våt eller i alla fall fuktig sand eller torv, ofta på stränder av insjöar, myrar och dammar och i sandtag, vägkanter och djupa hjulspår. Den kan leva upp till en höjd av 600 meter över havet i Skandinavien och i Nordamerika upp till 2 000 moh.
Strandlummer förökar sig genom generationsväxling och med sporer i stället för frön. Den könlösa generationen är dominerande. När sporen växer bildas det ett protallium, som är en liten könsindelad mellangeneration som inte lever länge. Från den växer det upp en mycket större könlös men långlivad generation av växter, som producerar sporer. Växten har bara en sportyp som är könlös, och sporofyllen är formade som bladen, ofta med tandad kant.
Inga underarter finns listade i Catalogue of Life.
Enligt Catalogue of Life   ingår Strandlummer i släktet strandlumrar och familjen lummerväxter, men enligt Dyntaxa  är tillhörigheten istället släktet strandlumrar och familjen lummerväxter.
Enligt den svenska rödlistan  är arten nära hotad i Sverige.
Enligt den finländska rödlistan  är arten nära hotad i Finland.
Kromosomtal 2n =156.

## Habitat
- Europa
  - Sverige: Götaland, Svealand, Nedre Norrland och Övre Norrland. Arten har tidigare förekommit på Gotland, men är numera lokalt utdöd.[1]
- Makaronesien
- Västra Sibirien
- Sydöstra Kina, Japan
- Kanada, 28 delstater i norra och västra USA

## Biotop
Öppna översvämningsstränder med finsediment vid sötvatten.

## Etymologi
- Släktnamnet Lycopodiella är diminutiv av Lycopodium som är det vetenskapliga namnet på släktet lumrar. Betydelsen blir sålunda liten lummer.
- Artepitetet inundata  kommer av latin inundatus = växer på översvämmade ställen.